# 어린이 음악교실 도레미 여행
어린이 음악교실 도레미 여행은 1996년 3월 7일부터 1998년 2월 26일까지 EBS에서 방영한 어린이 대상 프로그램이다. 

## 방송 시간
| 방송 채널 | 방송 기간                        | 방송 시간                    | 방송 분량 |
| --------- | -------------------------------- | ---------------------------- | --------- |
| EBS TV    | 1996년 3월 7일 ~ 1997년 2월 27일 | 매주 목요일 저녁 5:40 ~ 6:00 | 20분      |
| EBS TV    | 1997년 3월 6일 ~ 1998년 2월 26일 | 매주 목요일 저녁 5:55 ~ 6:15 | 20분      |

## 진행자
- 노동은 선생님, 이나리

## 역대 진행자
- 김세환
- 김명곤
- 하성호 선생님
- 오예림 : 미미 역
- 이상훈 : 레모 역
- 변창석 : 도도 역

## 부제명
- 1. 동물들과의 음악여행
- 2. 음악의 비밀 1 - 음계
- 3. 음악의 비밀 2 - 리듬과 가락
- 4. 음악의 비밀 3 - 화음
- 5. 음악의 비밀 4 - 감정
- 6. 음색 1 - 노래의 음색 여행
- 7. 음색 2 - 현악기의 음색 여행
- 8. 음색 3 - 목관악기의 음색 여행
- 9. 음색 4 - 금관악기의 음색 여행
- 10. 가죽울림타악기의 음색
- 11. 나무울림타악기의 음색
- 12. 쇠울림타악기의 음색
- 13. 타악기의 음색여행
- 14. 피아노와의 음색여행
- 15. 하프의 음색여행
- 16. 클래식 기타의 음색 여행
- 17. 크리스마스 특집
- 18. 리코더의 음색여행
- 19. 피터와 늑대 (1)
- 20. 피터와 늑대 (2)
- 21. 베토벤의 운명교향곡
- 22. 윌리엄텔 서곡
- 23. 경기병 서곡
- 24. 가곡여행 - 마왕
- 25. 오페라여행 - 마왕
- 26. 왈츠여행 - 아름답고 푸른 도나우강
- 27. 현대음악여행
- 28. 신기한 음악상자 (1)
- 29. 신기한 음악상자 (2) - 서양 음계 여행
- 30. 신기한 음악상자 (3) - 한국, 중국, 일본의 5음계 여행
- 31. 신기한 음악상자 (4) - 음의 높낮이와 길이
- 32. 재미있는 화음 여행
- 33. 음에도 색깔이 있어요 (1) - 음색이란?
- 34. 음에도 색깔이 있어요 (2) - 사람의 음색
- 35. 음에도 색깔이 있어요 (3) - 현악기의 음색
- 36. 음에도 색깔이 있어요 (4) - 관악기의 음색
- 37. 음에도 색깔이 있어요 (5) - 타악기의 음색
- 38. 테마로 들으면 음악이 쏙쏙 - 계절을 느껴요
- 39. 테마로 들으면 음악이 쏙쏙 - 동물가족과 함께 해요
- 40. 테마로 들으면 음악이 쏙쏙 - 함께 춤을 춰봐요
- 41. 재미있는 음악사 여행 - 안녕하세요, 바하아저씨
- 42. 재미있는 음악사 여행 - 안녕하세요, 헨델아저씨
- 43. 재미있는 음악사 여행 - 안녕하세요, 모짜르트 아저씨
- 44. 재미있는 음악사 여행 - 안녕하세요, 베토벤 아저씨
- 45. 클래식과 함께 쑥쑥 자라요
- 46. 이럴 때, 이런 곡 어때요?
- 47. 생활속의 클래식 백과
- 48. 여름방학 특집! 1 - 우리가 뽑은 클래식 10
- 49. 여름방학 특집! 2 - 우리가 뽑은 클래식 10
- 50. 여름방학 특집! 3 - 도레미 친구들의 음악 나들이
- 51. 여름방학 특집! 4 - 여름을 들어봐요
- 52. 여름방학 특집! 5 - 여름 음악회
- 53. 클래식과 함께 떠나는 세계여행 1 - 오스트리아, 독일
- 54. 클래식과 함께 떠나는 세계여행 2 - 프랑스, 이탈리아
- 55. 클래식과 함께 떠나는 세계여행 3 - 영국, 미국, 그 밖의 나라
- 56. 클래식! 아는만큼 들려요 1 - 숨겨진 얘기를 찾아라
- 57. 클래식! 아는만큼 들려요 2 - 음악 속의 극과 극
- 58. 클래식! 아는만큼 들려요 3 - 교과서 음악 여행